# Приск Панийский

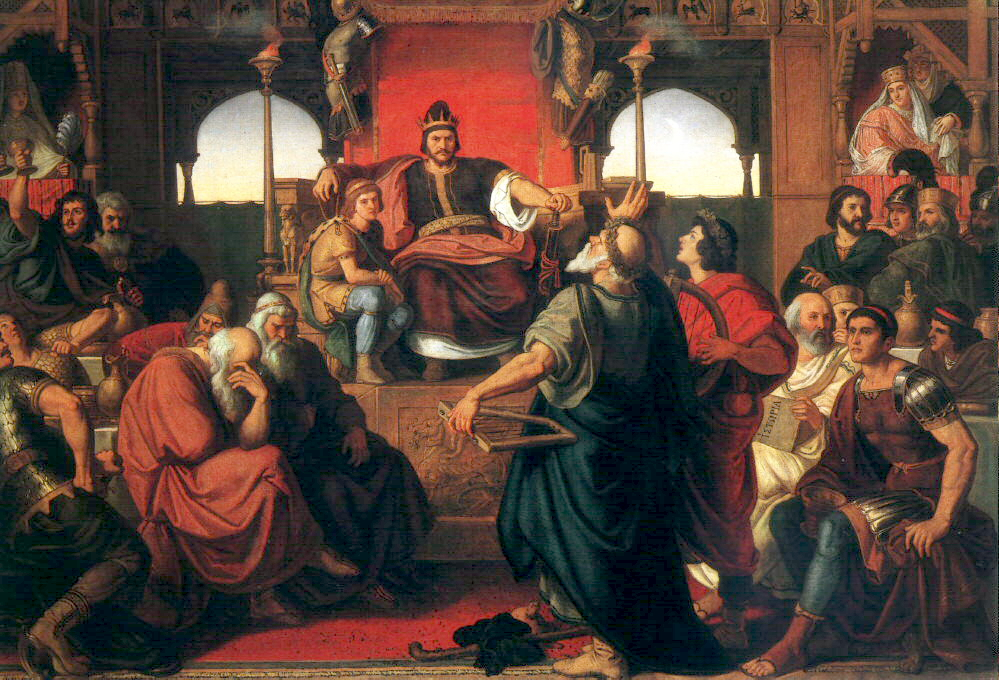
Пир Аттилы. Худ. Тан Мор (1870). Справа изображён византийский дипломат и историк Приск. по мемуарам Приска

Приск Панийский (др.-греч. Πρίσκος Πανίτης) — позднеантичный дипломат, историк и писатель V века.

## Биография

### Происхождение
О жизни историка до нас дошли весьма скудные сведения. Основные вехи жизни и деятельности Приска можно воссоздать на основании фрагментов его работ. Также некоторые факты о деятельности историка предоставляет Суда. Незначительные сведения о биографии автора можно почерпнуть из произведений раннесредневековых историков, которые использовали фрагменты из сочинений Приска.
Приск родился в городе Паний (др.-греч. Πάνιον, лат. Panium), от названия которого получил по обычаю того времени прозвание «Панийского». Исследователями предполагается, что Паний находился во Фракии, так как византийские историки — Иоанн Малала и позднее Феофан — называют Приска фракийцем. Скорее всего Паний — небольшой городок, расположенный на северном берегу Мраморного моря, близ города Гераклеи.
Приск происходил из состоятельной семьи, давшей ему отличное философское и риторическое образование. Свидетельством его глубоких познаний являются написанные им произведения, стиль и содержание которых указывают на их принадлежность перу изысканного и эрудированного автора. Недаром в Суде указаны его почётные звания ритора и софиста.

### Государственная служба
После окончания обучения в школе риторики Константинополя Приск поступил на государственную службу. Он был секретарём при Максимине, который занимал высокие посты при императоре Восточной Римской империи Феодосии II.

#### Посольство к царю гуннов
Способности Приска были замечены, и в 448 году Максимину было поручено возглавить византийское посольство к вождю гуннов Аттиле, в составе которого находился и Приск. Целью посольства, по словам Приска, было заключение договора о мире и дружбе, а также подтверждение прежних договоров о ярмарках, выплатах и перебежчиках. Одновременно, у посольства была и другая цель. Евнух Хрисафий, «соблазнив ромейскими богатствами» гунна Эдекона, приближенного Аттилы, уговорил его умертвить своего вождя, однако тот, или исходя из трусости, или из верности раскрыл план вождю.
Уникальными являются сведения Приска о стране гуннов, об их обычаях, языке, культуре и образе жизни. Историк много пишет о гуннской иерархии, об отношениях с покоренными племенами, а также сравнивает гуннское и византийское общество. Это сравнение ярче всего выражается в разговоре Приска с пленённым греком, который был одет в богатое скифское одеяние и предпочёл варварский образ жизни греческому. Грек упрекает византийское правительство в плохой обороне империи, в тягостных налогах и несправедливости судей в отношении бедных. Критика общественного строя Византии, вложенная в уста грека-перебежчика, как нельзя лучше показывает политические взгляды самого Приска.
Приск Панийский оставил самый яркий, списанный с натуры правдивый портрет короля гуннов Аттилы. Приск описывает его как мудрого, грозного правителя, который ведёт активную международную политику. Несмотря на мощь своего государства, он действует осторожно и воздерживается от открытого разрыва отношений с Византией.
Из сочинения Приска исследователи не могут с точностью указать положение ставки Аттилы, так как отрывки, посвящённые пути, проделанному посольством, не отличаются высокой точностью. Несмотря на это, мы можем по одной версии предположить, что она находилась где-то на территории современной Венгрии, близ Венгерской Пусты.
Значительную ценность имеют сведения Приска о социально-экономическом положении гуннов. Он пишет, что они не занимаются земледелием, а, «подобно волкам» захватывают продовольствия у подвластных им племён. Большую роль играет коневодство. По данным Приска, гунны ведут активную торговлю с византийцами, устраивают ярмарки.
Таким образом, сочинения Приска Панийского являются одними из важнейших источников об эпохе Великого Переселения народов и входят в золотой фонд «гуннологии».

#### Посольство в Рим
Смена императора на византийском престоле не помешала карьере Приска. Уже в начале правления Маркиана в 450 году Приск находился в Риме, где вёл тайные переговоры с сыном франкского короля Хильдерика I, предположительно, с целью помешать заключению сепаратного соглашения Рима с Франкским королевством. Поводом к заключению договора была кончина франкского государя и спор между сыновьями за господство: старший решился держаться союза с Аттилой, младший — с могущественным полководцем Запада Аэцием Флавием.
Очевидно, что данная дипломатическая миссия не имела успеха, и часть франкского племени выступила на стороне римлян через год, в битве на Каталаунских полях.

#### Миссии в Восточных провинциях империи
В 452 году Максимину было поручено урегулировать отношения империи с кочевыми арабскими и нубийскими племенами. Приск вновь не был забыт своим патроном и отправился на Восток вместе с ним. В Дамаске послы были свидетелями мирных переговоров византийского полководца Ардавура, готского происхождения, с послами сарацин.
Далее Максимин и Приск отправились в Египет. В городе Фиваида они вели успешные переговоры о мире с племенами нубийцев и блеммиев, которые не так давно были покорены римлянами. Максимин заключил с варварами мирный договор на сто лет, условия которого были выгодны для империи. Однако в 453 году, вскоре после заключения договора, Максимин заболевает и умирает. Кочевники, узнав о смерти посла, нарушили договор и вновь начали войну против империи.
В год смерти Максимина Приск отправляется в Александрию, выполняя какое-то правительственное поручение. Это были трудные для города времена. Приск оказался в гуще народных волнений, связанных с борьбой монофизитов и православных. Дипломат также принимал участие в борьбе, естественно, на стороне правительства.

#### На службе у Евфимия
После смерти Максимина Приск перешёл на службу в качестве асессора к влиятельному вельможе Евфимию — «магистру оффиций при императоре Маркиане». «Славный разумом и силою слова, Евфимий — пишет Приск, — правил государственными делами при Маркиане и был его руководителем во многих полезных начинаниях. Он принял к себе Приска-писателя как участника в заботах правления». Возможно, Приск принимал участие в некоторых переговорах Евфимия в качестве советника, однако прямых указаний на это мы не имеем.

## Сочинения
Согласно византийскому лексикону X века Суде, перу Приска принадлежит «Византийская история и деяния Аттилы в восьми книгах». До нас не дошли все тома данной работы Приска, однако мы всё же можем установить хронологический охват и, частично, событийный ряд, описанный Приском. Здесь окажутся незаменимыми позднейшие историки, использовавшие работы Приска Панийского, такие как Евагрий, Иордан, Константин Багрянородный. Таким образом, Приск начал повествование с событий 411 года, которыми завершил своё сочинение Зосим, и довел их до 472 г.

## Русские переводы
- Приск Панийский. Сказания / Пер. Г. С. Дестуниса // В кн.: Феофан Византиец. Летопись от Диоклетиана до царей Михаила и сына его Феофилакта. Приск Панийский. Сказания / Изд. подг. А. И. Цепков. — Рязань, Александрия, 2005. — (Византийская историческая библиотека). — ISBN 5-94460-024-1. — С. 435—534.
- Приск Панийский. Готская история. // Вестник древней истории, № 4. 1948. Перевод В. В. Латышева.
- Сказания Приска Панийского. / Пер. Г. С. Дестуниса. СПб., 1860. 112 стр. (оттиск из: Ученые записки Второго отделения Императорской Академии Наук. Кн. 7, вып. 1. СПб., 1861. С. 408—457)
- Римское посольство к Аттиле : Отрывок из соч. Приска, писателя V века / Пер.: С. Дестунис. — Санкт-Петербург, 1842. — 52 с.